# Welyki Kopani
Welyki Kopani (ukrainisch Великі Копані; russisch Великие Копани/Welikije Kopani) ist ein Dorf in der ukrainischen Oblast Cherson mit etwa 5600 Einwohnern (2014).
Das 1795 gegründete Dorf hatte 1796 110 Einwohner. Welyki Kopani liegt 29 km südöstlich vom ehemaligen Rajonzentrum Oleschky und 42 km südöstlich der Oblasthauptstadt Cherson an der Fernstraße M 17 und der Bahnstrecke Cherson–Kertsch.
Nordwestlich der Ortschaft liegt das Dorf Radensk, nordöstlich das Wüstengebiet Oleschky-Sande.
Im März 2022 wurde der Ort durch russische Truppen im Rahmen des Russischen Überfalls auf die Ukraine eingenommen und befindet sich seither nicht mehr unter ukrainischer Kontrolle.

## Verwaltungsgliederung
Am 12. September 2016 wurde das Dorf zum Zentrum der neugegründeten Landgemeinde Welyki Kopani (ukrainisch Великокопанівська сільська громада/Wynohradiwska silska hromada), zu dieser zählen auch noch das Dorf Dobrosillja sowie die Ansiedlung Abrykossiwka, bis dahin bildete es zusammen mit dem Dorf Dobrosillja die gleichnamige Landratsgemeinde Welyki Kopani (Великокопанівська сільська рада/Wynohradiwska silska rada) im Süden des Rajons Oleschky.
Seit dem 17. Juli 2020 ist es ein Teil des Rajons Cherson.
Folgende Orte sind neben dem Hauptort Welyki Kopani Teil der Gemeinde:
| Name                     | Name        | Name                        |
| ukrainisch transkribiert | ukrainisch  | russisch                    |
| ------------------------ | ----------- | --------------------------- |
| Abrykossiwka             | Абрикосівка | Абрикосовка (Abriskossowka) |
| Dobrosillja              | Добросілля  | Доброселье (Dobroselje)     |

## Persönlichkeiten
- Ljubow Mala (1919–2003), Medizinerin